# Julio Burbano Aguirre
Julio Burbano Aguirre (Guayaquil, 1895-Ibídem, 11 de mayo de 1939) fue un empresario, banquero y político ecuatoriano. Fue presidente del Concejo Cantonal de Guayaquil y senador de la República del Ecuador, de la que fue presidente interino en dos ocasiones, durante el gobierno de Alfredo Baquerizo Moreno.

## Biografía

### Primeros años
Nació en Guayaquil, prestó importantes servicios a su ciudad, su primera etapa de servicio la cumplió como un destacado banquero, es así que de 1895 a 1900, fue fundador y gerente de la sucursal del Banco Comercial y Agrícola de Quito, del Banco de la Unión y de la agencia del Banco Internacional; de 1903 a 1925, gerente del Banco Territorial, además fue fundador y gerente de la Compañía Guayaquil de Seguros contra Incendios y gerente de la Casa de Ahorro de Guayaquil.

### Vida política
En 1897 fue Consultor y Delegado del Gobierno para acordar las bases para la contratación del Ferrocarril, durante el gobierno de Eloy Alfaro, fue  presidente de la Junta del Ferrocarril de la Costa, la cual la integraban además, el ex 
presidente don Alfredo Baquerizo Moreno, don Lorenzo Tous, don Miguel Seminario, don Rogelio Benítez Icaza y otros destacados ciudadanos.
Entre 1903 y 1915 fue nombrado varias veces concejal del cantón Guayaquil, y presidente del mismo en 1914 y 1915, época en la que se contrataron la construcción los edificios de la biblioteca y museo, y el destinado a las sesiones del Ilustre Concejo Cantonal.
En 1913 asistió como diputado al Congreso Nacional, que lo eligió Vicepresidente de la Cámara; posteriormente, entre 1916 y 1920 fue elegido Senador y Presidente de la Cámara, y en calidad de tal fue Encargado del Poder Ejecutivo (Presidencia) -en varias ocasiones- durante el gobierno del Dr. Alfredo Baquerizo Moreno.